# Marta González Piquero
Marta González Piquero, coneguda esportiva com Marta Piquero, (Ḷḷena, Astúries, 29 de juliol de 1998) és una jugadora d'hoquei sobre patins asturiana.
Es formà al Club Patín Pilar. Debutà amb quinze anys a l'OK Lliga femenina amb l'Hostelcur Gijón Hockey Club, on ha desenvolupat la major part de la seva carrera esportiva. Amb el club asturià, ha guanyà una Lliga europea (2018), dos OK Lligues (2016-17, 2017-18) i dos Copes de la Reina (2016, 2019). La temporada 2019-20 fitxà pel SL Benfica amb el qual aconseguí la Supercopa de Portugal (2019). L'any següent retorna al club asturià. En aquesta segona etapa, la temporada 2022-23 guanyà totes les competicions disputades, la Supercopa d'Espanya, la Copa de la Reina, l'OK Lliga i la Lliga europea. Internacional amb la selecció espanyola d'hoquei sobre patins, s'ha proclamant campiona del Món en tres ocasions (2016, 2017, 2019) i tres d'Europa (2018, 2021, 2023).
Entre d'altres reconeixements, fou escollida Millor esportista asturiana i Millor jugadora europea de l'any 2018. També fou inclosa al Quintet ideal OK Liga Iberdrola de la temporada 2021-2022.

## Palmarès
Clubs
- 2 Lligues europees d'hoquei sobre patins femenina: 2018, 2023
- 3 Lligues espanyoles d'hoquei sobre patins femenina: 2016-17, 2017-18, 2022-23
- 3 Copes espanyoles d'hoquei sobre patins femenina: 2016, 2019, 2023
- 2 Supercopes espanyola d'hoquei sobre patins femenina: 2022, 2023

Selecció espanyola
- 4 medalles d'or al Campionat del Món d'hoquei patins femení: 2016, 2017, 2019, 2024
- 1 medalla d'argent al Campionat del Món d'hoquei patins femení: 2022
- 3 medalles d'or al Campionat d'Europa d'hoquei patins femení: 2018, 2021, 2023